# Frais de traitement des articles
Pour les articles homonymes, voir APC.
Les frais de traitement des articles, ou en anglais : Article Processing Charges (APC), également connus sous le nom de 'frais de publication, sont des frais parfois facturés aux auteurs d'une publication scientifique pour la rendre disponible en accès libre dans une revue en libre accès ou une revue hybride (en),,.

## Description
Ces frais sont généralement payés par l'institution de l'auteur ou l'organisme financeur de la recherche plutôt que par l'auteur lui-même. Certains éditeurs dispensent les auteurs de ces frais en cas de difficultés. Les frais de traitement des articles ne garantissent pas que l'auteur conserve son droit d'auteur sur l'œuvre ou qu'elle sera rendue disponible sous une licence Creative Commons. [réf. nécessaire]
Les revues utilisent différents moyens pour générer les revenus nécessaires à la couverture des coûts de publication (y compris les coûts éditoriaux et les coûts éventuels de gestion du système d'évaluation par les pairs), tels que les subventions des institutions et les abonnements. La majorité des revues en libre accès ne facture pas de frais de traitement d'articles mais un nombre important et croissant d'entre elles le font. Ceux-ci constituent la méthode de financement la plus courante pour les articles en accès libre publiés par des professionnels.

## Coûts
Les frais de publication appliqués à la recherche universitaire sont généralement coûteux, ce qui limite effectivement la circulation en accès ouvert parmi les institutions, les universitaires et les étudiants moins fortunés.
Les différents éditeurs universitaires ont des niveaux de frais très variables, allant de moins de 100 $ à plus de 3 000 $,, Des frais élevés sont parfois facturés par les éditeurs traditionnels pour publier dans une revue hybride en accès ouvert, ce qui permet à un article individuel d'être accessible librement dans une revue par ailleurs sur abonnement. On a calculé[Qui ?] que la moyenne des APC pour les revues hybrides était presque deux fois plus élevée que celle des éditeurs en accès ouvert natif Les revues avec les facteurs d'impact les plus importants des principaux éditeurs scientifiques ont tendance à avoir les APC les plus élevés. De nombreux éditeurs en accès ouvert, tels que Public Library of Science (PLOS), renoncent à leurs APC pour ceux qui n'ont pas les moyens de les payer.
Les articles en accès ouvert font souvent l'objet d'un paiement supplémentaire par rapport aux frais de publication traditionnels des revues sur abonnement ; par exemple, les Proceedings of the National Academy of Sciences facturent régulièrement 1 700 $ par article, avec un supplément de 1 350 $ pour la diffusion en accès ouvert De même, en 2014 le Journal of Geophysical Research de l'Union américaine de géophysique (AGU) facture 1 000 $ pour un accès sur abonnement, et 3 500 $ pour un accès ouvert.

## Types de frais
Même lorsque les éditeurs ne facturent pas de frais standard, des frais de dépassement ou de dépassement de longueur peuvent être appliqués après un certain nombre de pages ou d'unités de publication, ; il peut y avoir des frais supplémentaires pour les figures en couleur, principalement pour les revues imprimées qui ne sont pas en ligne.
Bien que les frais de publication surviennent lors de l'acceptation de l'article, les frais de soumission peuvent être imputés avant le début de la validation par les pairs ; ils ne sont pas rares parmi les revues dans certains domaines, tels que la finance et l'économie. Les frais de page peuvent faire référence aux frais de publication ou de soumission.

## Critique
Le modèle d'accès ouvert basé sur les APC fait partie, parmi d'autres controverses, du débat éthique global plus vaste sur l'accès ouvert.
Les APC, qui sont souvent utilisés pour les revues en accès ouvert, transfèrent la charge de paiement des lecteurs aux auteurs (ou à leurs organismes financeurs), ce qui crée un nouvel ensemble de problèmes. Un des problèmes est que si un éditeur réalise des bénéfices en acceptant des articles, il est incité à accepter tout ce qui lui est soumis, au lieu de sélectionner et d'éventuellement rejeter des articles en fonction de leur qualité. On pourrait toutefois remédier à cela en facturant le processus de validation par les pairs plutôt que l'acceptation. Un autre problème est que les budgets institutionnels devront peut-être être ajustés afin de financer les frais de traitement des articles pour publier dans de nombreuses revues en accès ouvert (par exemple, celles publiées par BioMed Central ). Cela pourrait réduire la capacité de publication des résultats de recherche en raison du manque de fonds, ce qui empêcherait certaines recherches de devenir un élément public.
Si des remises ne sont pas accordées aux auteurs provenant de pays à faible revenu, ou si aucun financement externe n'est trouvé pour couvrir les coûts, les frais de traitement des articles pourraient empêcher les auteurs de pays en développement, ou travaillant dans des domaines de recherche moins bien financés, de publier dans des revues en libre accès. Cependant, dans le modèle traditionnel, les coûts prohibitifs de certains abonnements à des revues à accès non ouvert pèsent déjà lourdement sur le monde de la recherche; et si l'auto-archivage dans des archives ouvertes rend les abonnements non-durables, les économies faites sur les abonnement annulés pourraient couvrir les coûts de publication en accès ouvert sans qu'il soit nécessaire de détourner des fonds supplémentaires de la recherche. En outre, de nombreux éditeurs en accès ouvert offrent des remises ou des dispenses de frais de publication aux auteurs de pays en développement ou à ceux qui souffrent de difficultés financières. L'auto-archivage des publications sur abonnement constitue un modèle alternatif peu coûteux.
Une autre préoccupation est la réorientation des fonds par les principaux organismes de financement, tels que les National Institutes of Health et le Wellcome Trust, d'un soutien direct de la recherche au bénéfice d'une publication en accès ouvert. Robert Terry, conseiller principal au Wellcome Trust, a déclaré qu'il estimait que 1 à 2 % de son budget de recherche passerait de la création de connaissances à la diffusion des connaissances.
Les instituts de recherche pourraient couvrir les coûts de l'accès ouvert en se convertissant à un modèle permettant de recouvrer ces coûts, en utilisant les économies annuelles réalisées sur les revues par abonnement. Selon une étude réalisée en 2017 par la société Max-Planck, le chiffre d'affaires annuel des éditeurs universitaires s'élevait à environ 7,6 milliards d'euros. Cet argent provient principalement de bibliothèques scientifiques financées par des fonds publics, qui achètent des abonnements ou des licences afin de donner accès à des revues scientifiques à leurs membres. L'étude a été présentée par la bibliothèque numérique Max Planck et a révélé que les budgets des abonnements seraient suffisants pour financer les frais de publication en accès ouvert.